# Kathleen Kennedy (producentka filmowa)
Kathleen Kennedy (ur. 5 czerwca 1953 w Berkeley) – amerykańska producentka filmowa, za swoją pracę była siedmiokrotnie nominowana do Oscara.
Jej pierwszym filmem był E.T. w 1982 roku. Jest stałą współpracownicą Stevena Spielberga. Produkuje również filmy swojego męża Franka Marshalla.

## Nagrody Akademii Filmowej

### Nominacje – Najlepszy film
- 2012: Lincoln
- 2011: Czas wojny
- 2008: Ciekawy przypadek Benjamina Buttona
- 2005: Monachium
- 2003: Niepokonany Seabiscuit
- 2000: Szósty zmysł
- 1985: Kolor purpury
- 1982: E.T.

## Filmografia

### Producent
- 2019: Gwiezdne wojny: Skywalker. Odrodzenie (Star Wars: The Rise of Skywalker)
- 2018: Han Solo: Gwiezdne wojny – historie (Solo: A Star Wars Story)
- 2017: Gwiezdne wojny: Ostatni Jedi (Star Wars: The Last Jedi)
- 2016: Łotr 1. Gwiezdne wojny – historie (Rogue One: A Star Wars Story)
- 2015: Gwiezdne wojny: Przebudzenie Mocy (Star Wars: The Force Awakens)
- 2013: Lincoln
- 2011: Czas wojny (War Horse)
- 2011: Przygody Tintina
- 2008: Talizman (The Talisman)
- 2008: Indiana Jones i Królestwo Kryształowej Czaszki (Indiana Jones and the Kingdom of the Crystal Skull)
- 2008: Ciekawy przypadek Benjamina Buttona (The Curious Case of Benjamin Button)
- 2007: Motyl i skafander (Le Scaphandre et le papillon)
- 2005: Wojna światów (War of the Worlds)
- 2005: Monachium (Munich)
- 2005: This Is Serbia Calling
- 2003: Niepokonany Seabiscuit (Seabiscuit)
- 2003: Czarny rumak (The Young Black Stallion)
- 2001: A.I. Sztuczna inteligencja (Artificial Intelligence: AI)
- 2001: Park Jurajski III (Jurassic Park III)
- 1999: Cedry pod śniegiem (Snow Falling on Cedars)
- 1999: Mapa świata (A Map of the World)
- 1999: Szósty zmysł (The Sixth Sense)
- 1996: Twister
- 1995: Co się wydarzyło w Madison County (The Bridges of Madison County)
- 1995: Kongo (Congo)
- 1995: Indianin w kredensie (The Indian in the Cupboard)
- 1994: Kieszonkowe (Milk Money)
- 1993: Alive, dramat w Andach (Alive)
- 1993: Park Jurajski (Jurassic Park)
- 1991: Hook
- 1990: Arachnofobia(Arachnophobia)
- 1989: Na zawsze(Always)
- 1987: Imperium słońca (Empire of the Sun)
- 1986: Skarbonka (The Money Pit)
- 1986: Amerykańska opowieść (An American Tail)
- 1985: Kolor purpury (The Color Purple)
- 1983: Strefa mroku (Twilight Zone: The Movie)
- 1982: E.T. (E.T.: The Extra-Terrestrial)

### Producent wykonawczy
- 2021: The Book of Boba Fett
- 2019: The Mandalorian
- 2016: BFG: Bardzo Fajny Gigant (The BFG)
- 2010: Ostatni władca wiatru (The Last Airbender)
- 2008: Kroniki Spiderwick (The Spiderwick Chronicles)
- 2008: Indiana Jones i Królestwo Kryształowej Czaszki (Indiana Jones and the Kingdom of the Crystal Skull)
- 2007: Persepolis
- 2002: Znaki (Signs)
- 2001: Kroniki sportowe (The Sports Pages)
- 1997: Zaginiony Świat: Park Jurajski (The Lost World: Jurassic Park)
- 1996: The Best of Roger Rabbit
- 1995: Balto
- 1994: Flintstonowie (The Flintstones)
- 1993: Trail Mix-Up
- 1993: W sercu Afryki (A Far Off Place)
- 1993: Opowieść o dinozaurach (We're Back! A Dinosaur's Story)
- 1993: Niebezpieczna kobieta (A Dangerous Woman)
- 1993: Lista Schindlera (Schindler's List)
- 1992: Poza sceną (Noises Off...)
- 1991: Przylądek strachu (Cape Fear)
- 1991: Amerykańska opowieść. Feiwel rusza na Zachód (An American Tail: Fievel Goes West)
- 1991: A Wish for Wings That Work
- 1990: Powrót do przyszłości III (Back to the Future Part III)
- 1990: Joe kontra wulkan (Joe Versus the Volcano)
- 1990: Roller Coaster Rabbit
- 1990: Gremliny 2 (Gremlins 2: The New Batch)
- 1989: Tummy Trouble
- 1989: Tato (Dad)
- 1989: Powrót do przyszłości II (Back to the Future Part II)
- 1988: Kto wrobił królika Rogera? (Who Framed Roger Rabbit)
- 1987: Bez baterii nie działa (*batteries not included)
- 1985: Powrót do przyszłości (Back to the Future)
- 1985: Fandango
- 1985: Młody Sherlock Holmes (Young Sherlock Holmes)
- 1985: Goonies (The Goonies)
- 1984: Gremliny rozrabiają (Gremlins)